# Lac des Chapsoughs

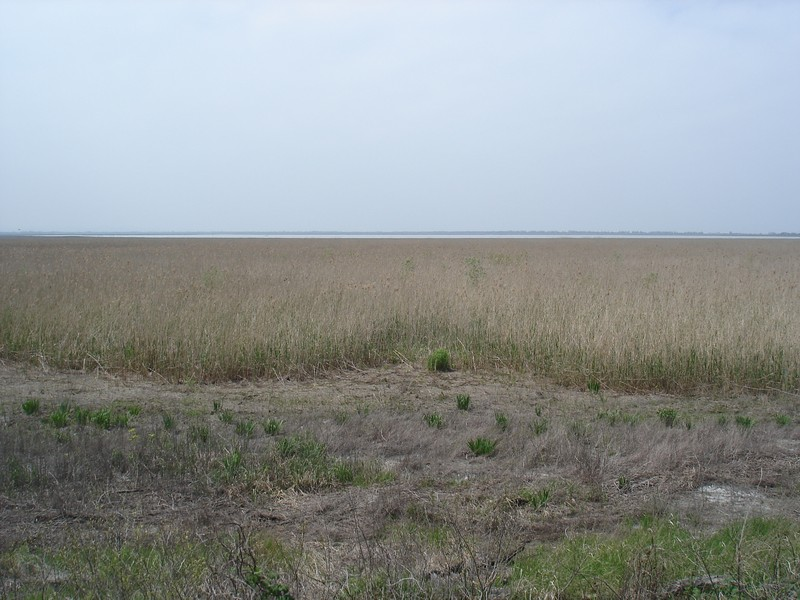
Le lac des Chapsoughs à l'horizon.

Le lac des Chapsoughs est un lac artificiel des années 1940, longtemps laissé à l'abandon du District de Takhtamoukaï en Adyguée, s'étendant à 3 km au sud-ouest de Krasnodar.
Il a été creusé entre 1940 et 1952 sur le flanc gauche de la vallée du Kouban, à l'embouchure de l'Afips pour irriguer les rizières qui constituaient une ressource vitale pour le Kraï de Krasnodar. Son nom reprend celui des Chapsoughs, tribu historique de la  Circassie. Ce lac artificiel, d'une superficie de 46 km2, affecte en plan une forme ovale de 9 km par 8 km avec une petite baie au sud-est ; sa profondeur moyenne n'est que de 3,50 m. Avec le lac artificiel de Chtchik, il retient 520 000 000 m3 d'eau douce, ce qui en fait la principale infrastructure d'irrigation du nord du Caucase. L'eau est utilisée pour l'irrigation. Le fond est affecté de biocolmatage et, comme pour les lac de Krasnodar et de Krioukov, la faune piscicole est y décimée par les pesticides et engrais relargués par la culture du riz.
En 2007, le lac a été remis en exploitation : le coût de sa reconstruction, estimé initialement à près de 1,8 milliard de roubles, a dû être révisé depuis à 2,4 milliards. L'achèvement des travaux était prévu pour 2015, soit deux années de plus que les prévisions.